# Trîhubî, Lebedîn
Trîhubî (în ucraineană Тригуби) este un sat în comuna Kaliujne din raionul Lebedîn, regiunea Sumî, Ucraina.

## Demografie
Componența lingvistică a localității Trîhubî
     Ucraineană (100%)
Conform recensământului din 2001, toată populația localității Trîhubî era vorbitoare de ucraineană (100%).